# オークリッジ国立研究所

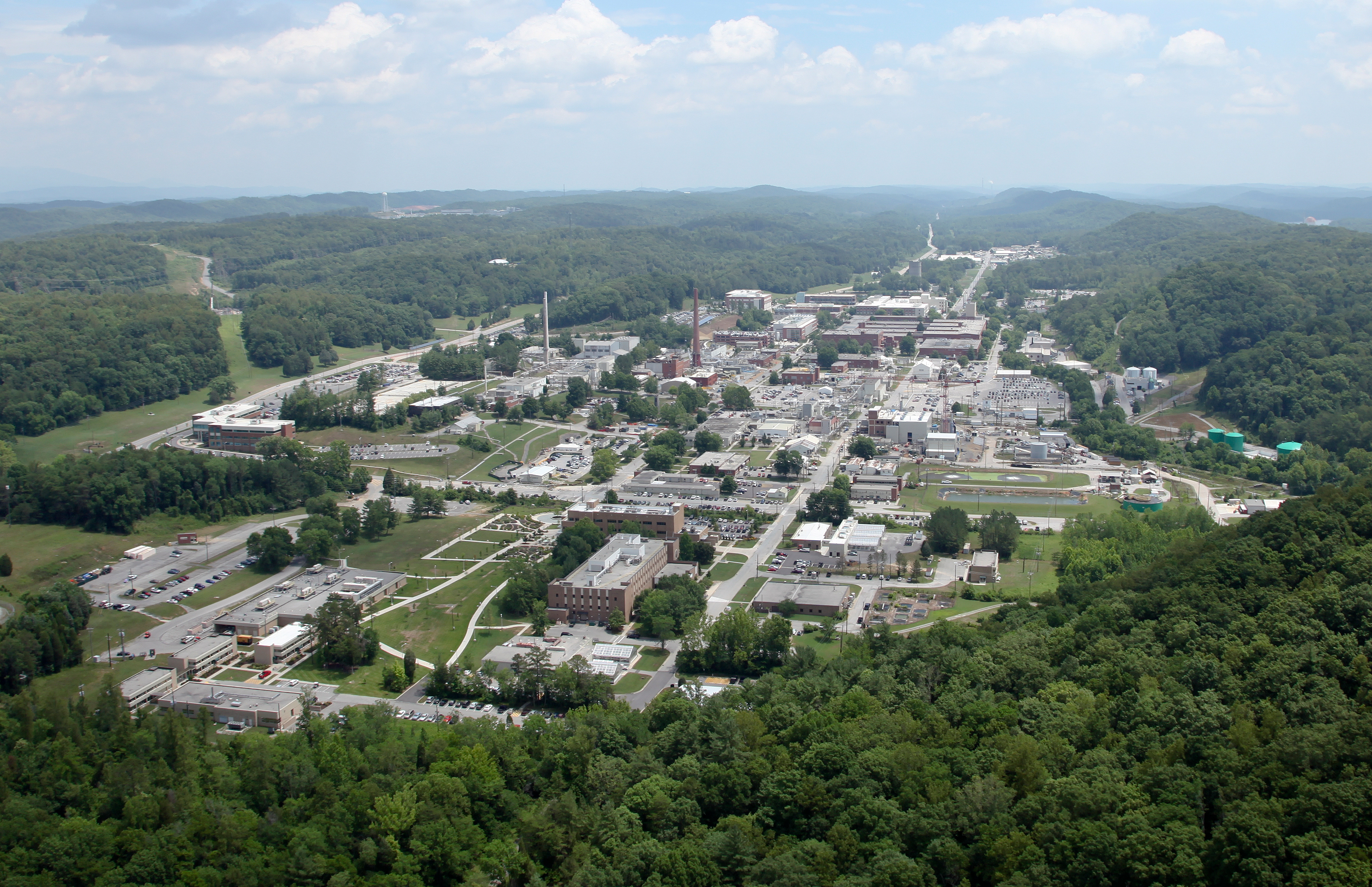
オークリッジ国立研究所

オークリッジ国立研究所（オークリッジこくりつけんきゅうじょ、英語: Oak Ridge National Laboratory、ORNL）は、アメリカ合衆国エネルギー省の管轄下でテネシー大学とバテル記念研究所が運営する科学技術に関する国立研究所。テネシー州オークリッジ（ノックスビル近郊）にある。基礎研究から応用の研究開発まで、多方面にわたって活動している。クリーンで豊富なエネルギーの研究、自然環境の保全の研究、安全保障に関する研究などである。
エネルギー省以外からの業務も請け負っており、同位体の生成、情報管理、技術的プログラムマネジメントなどの研究や、他の研究組織への研究や技術的な援助を提供している。

## 研究内容
ORNL の研究開発は科学関係の多方面に渡っている。主な研究分野は次の通りである。
中性子散乱
核破砕中性子源 (SNS)、高中性子束同位体生産炉 (HFIR)、オークリッジ電子線加速施設 （ORELA）を有し、中性子の研究では世界をリードしている。
ナノテクノロジー
新素材やナノレベルの現象の研究
生物学
遺伝子研究、構造生物学、計算生物学、バイオインフォマティクス。
エネルギー
エネルギー資源、電力搬送、電力利用などに関する研究。クリーンで効率的で安全なエネルギーシステムを目標としている。
物質科学
様々な物質の基礎研究。材料合成に強い。
安全保障
国家や州の安全保障に寄与する技術開発。
高性能計算
計算科学関連の各種研究開発。
化学
触媒、界面化学、分子変換、燃料化学、重元素化学、同位体研究、地球化学、質量分析法、レーザー分光、物性化学（重合体その他の合成と解析）など。
電子顕微鏡
物性物理学、物質科学、化学、ナノテクノロジーで利用
シンチグラフィ
シンチグラフィ用の新たな放射性医薬品の設計および評価。
物理学
原子、原子核、素粒子に関する基礎研究と実験のための機器開発。

## 研究施設
様々な先進的研究施設がある。スタッフの研究者や技術者が使うだけでなく、他の大学や企業、海外の研究者も利用している。詳しくは ORNL のサイトにある research facilities を参照されたい。
また、一部の施設はユーザ施設（user facilities）とされていて、営利目的でも非営利目的でも利用できる。利用方法などは ORNL のサイトにある user facilities を参照されたい。

## 教育
原子炉技術者の技術教育を行う原子炉技術学校が併設されており、所員だけでなく海外から研修に来る者も多い。日本の原子炉主任技術者は口述試験の受験要件として原子炉技術学校の運転管理過程を認可している。

## 数値情報
スタッフ数は 4,480名で、うち 2,600名が科学者および工学者である。毎年、約 3,000名がユーザ施設利用のために訪れ、2週間以上滞在する。そのうちの25%が企業からの訪問者である。毎年の見学者は 30,000人で、うち 10,000人が大学入学前の生徒である。
2014年度の予算は14億ドル以上で、83%はエネルギー省、17%は他から調達されている。運営を行う UT-Battelle（テネシー大学とバテル記念研究所の組織した運営団体）は、予算から800万ドルを地域の環境保全や科学教育のために支出している。
研究所の敷地は58平方マイル（150平方キロメートル）であり、敷地内には放射性物質で汚染された施設・建物が現存している（汚染の経緯については「歴史」を参照）。現在全面的な除染・改築が最終段階となっている。除染・改築には70億ドルを要するとされている。

## 歴史
後にオークリッジ国立研究所となった施設は、1943年にマンハッタン計画の一部として建設された。研究施設とその近くの町であるオークリッジは、一年弱でアメリカ陸軍工兵司令部によって建設された。オークリッジには、約2年間 75,000 人が住み、その存在は秘密にされていた。
マンハッタン計画のオークリッジでの目標は、核兵器に使用するためのウランとプルトニウムの分離精製であった。このため、4つの施設（コード名は、X-10、Y-12、K-25、S-50）が建設された。このうち X-10 が現在のオークリッジ国立研究所に相当する。X-10 は黒鉛減速空気冷却炉によりウランからプルトニウムを生成し、リン酸ビスマス沈殿法によりプルトニウムを精製する試験工場であった。Y-12 ではウラン235とウラン238の電磁気的分離が行われた（Y-12サイトは、Y-12国家安全保障複合施設 en:Y-12 National Security Complex として現存している）。K-25 ではガス拡散法、S-50 では液体熱拡散法によるウラン235とウラン238の分離濃縮が行われた。
1943年、エンリコ・フェルミらは X-10 Graphite Reactor と呼ばれる世界初の実用原子炉を完成させ、プルトニウムの生産が可能となった。これは、フェルミらがシカゴ大学で1942年に行った研究に基づいたもので、彼らは1942年12月2日に実験用原子炉シカゴ・パイル1号を完成させていた。X-10 でプルトニウム生産が可能になると、より大規模な施設がワシントン州ハンフォード・サイトに建設され、そこで1945年8月に長崎市に投下された核兵器 "ファットマン" で使われたプルトニウムが生産されたのである。
ORNL での核兵器開発は終戦と共に終結した。研究施設にいた科学者らは1950年代から1960年代に、医学、生物学、化学、物理学などの分野に研究をシフトさせていった。このころ、 Graphite Reactor は世界初の医療用放射性同位体の製造に使われていた。1977年、エネルギー省が創設されると、ORNL の研究分野はエネルギー資源、送電技術、エネルギー利用などに広がっていった。
冷戦が終わり、国際的なテロリズムが増え、安全保障関連の技術開発も研究対象となっていった。21世紀に入ると、新たな学際的プログラムとして、ナノテクノロジー、計算科学、生物学が研究分野に加わるようになった。